# Sugarcreek (Pensilvânia)
Sugarcreek é um distrito localizado no estado norte-americano de Pensilvânia, no Condado de Venango.

## Demografia
Segundo o censo norte-americano de 2000, a sua população era de 5331 habitantes.
Em 2006, foi estimada uma população de 5068, um decréscimo de 263 (-4.9%).

## Geografia
De acordo com o United States Census Bureau tem uma área de
98,1 km², dos quais 96,8 km² cobertos por terra e 1,3 km² cobertos por água.

## Localidades na vizinhança
O diagrama seguinte representa as localidades num raio de 12 km ao redor de Sugarcreek.